# Abu Kadum
Abu Kadum (arab. بوكادوم, fr. Bougadoum) – miasto w południowo-wschodniej Mauretanii, w regionie Haud asz-Szarki (drugie co do wielkości w tym regionie) w departamencie Amurdż. Siedziba administracyjna gminy Abu Kadum. W 2000 roku liczyło ok. 40 tys. mieszkańców. Według szacunków z 2005 roku miasto było zamieszkane przez 32 749 osoby. W tym samym roku miasto znalazło się na 9. miejscu w rankingu największych miast Mauretanii. Miasto leży w pobliżu granicy z Mali.